# Strangalia rubiginosa
Strangalia rubiginosa är en skalbaggsart som först beskrevs av Pierre Émile Gounelle 1911.  Strangalia rubiginosa ingår i släktet Strangalia och familjen långhorningar. Inga underarter finns listade i Catalogue of Life.